# Microsoft Expression Web
Microsoft Expression Web (známý též pod kódovým označením Quartz) je WYSIWYG HTML editor a nástroj na správu webu od společnosti Microsoft. Jedná se o náhradu Microsoft FrontPage, která je součástí balíku Expression Studio. Ke své funkčnosti potřebuje .NET Framework 2.0.
Cílem nástroje je a bude usnadnit tvorbu kvalitních webových stránek založených na standardech. Poskytuje podporu XML, CSS 2.1, ASP.NET 2.0, XHTML, JavaScriptu a dalších webových technologií.

## Novinky ve verzi 2
- Podpora PHP
- Podpora .NET Framework 3.5